# كهف الصيادين
کهف الصيادين (بالفارسية: غار شکارچیان) هو كهف من العصر الحجري القديم يقع على منحدرات جبل بيستون في بيستون بمقاطعة كرمانشاه. تم تسجيل هذا العمل في 10 مارس 2001 برقم تسجيل 4889 كأحد الأعمال الوطنية لإيران.

## اكتشافات جديدة
تمت مراجعة النتائج التي تم التوصل إليها مؤخرًا، والتي تمت مناقشة نتائجها بالتفصيل بواسطة إريك ترينكوس، الأستاذ في جامعة واشنطن، وفريدون بيغلري، عالم الآثار في وحدة أبحاث العصر الحجري القديم في المتحف الوطني لإيران. عند فحص الرفات، أصبح من الواضح أن الأسنان التي تم العثور عليها لا تنتمي إلى البشر ولكنها تنتمي في الواقع إلى بقريات، ونسبها کوون عن طريق الخطأ إلى البشر. لكن الساعد الموجود بشري وله ملامح يمكن رؤيتها في عظم الساعد لإنسان نياندرتال. وهكذا، بعد نصف قرن، أظهرت نتائج دراسة تفصيلية لأقدم البقايا البشرية التي تم العثور عليها في إيران أن إيران كانت بلا شك في مجال تطوير هذه الشخصية البشرية خلال العصر الحديث الأقرب (البليستوسيني). بصرف النظر عن كهف بيستون، نجت بقايا حضارة موستيرية في العديد من الكهوف الأخرى في بيستون التي تم تحديدها ودراستها من قبل بیغلری في عام 2007.